# 劉西元
劉 西元（りゅう せいげん、1917年2月26日生）は中華人民共和国の軍人、政治家。

## 経歴
江西省吉安県に生まれる。
中国人民解放軍中将、全国人民代表大会代表、中華全国青年連合会主席などを歴任。1946年の通化事件鎮圧軍の最高指揮官。通化事件当時は劉東元であったが劉西元に改名。中華人民共和国では建国の英雄とされている。
1932年5月、中国共産党入党。 1950年朝鮮戦争では中国人民志願軍第38軍政治委員として参戦。1957年には、中国青年代表団を率いて日本を訪れている。